# Lotan (Ort, Batugade)
Lotan ist ein osttimoresischer Ort im Suco Batugade (Verwaltungsamt Balibo, Gemeinde Bobonaro). Er liegt in einer Meereshöhe von 53 m in der Aldeia Lotan, an einer Straße die entlang des Flusses Morak von der Überlandstraße Batugade – Balibo nach Süden führt. Lotan liegt am Westufer des Quellflusses des Leometiks. Nördlich befindet sich das Nachbardorf Biae, südlich die Siedlung Maudekut.